# Bactriola circundata
Bactriola circundata là một loài bọ cánh cứng trong họ Cerambycidae.